# ساروغ
سروج بن رعو أو سراج بن رعو (بالعبرية: שְׂרוּג) هو شخصية توراتية مذكورة في العهد القديم في سفر التكوين، وهو والد ناحور والد تارح وجد إبراهيم.
في النص الماسوري الذي تستند إليه الأناجيل الحديثة، كان يبلغ من العمر 30 عامًا عندما وُلد ناحور، وعاش لمدة 200 عامًا بعدها، مما جعله يبلغ من العمر 230 عامًا. بينما تنص المخطوطة السبعينية والتوراة السامرية أنه كان عمره 130 عامًا عندما وُلد ناحور؛ مما يجعل سنه 330 سنة عند وفاته. 
يذكر كتاب اليوبيلات تفاصيل أخرى عنه، فيذكر أن اسم والدته أورا، واسم زوجته ميلكة. وبنيت في زمنه مدينة أور الكلدانيين، حيث عاش. ويذكر الكتاب أن ساروغ كان أول من بدأ بالتخلي عن التوحيد والتحول إلى عبادة الأوثان، كما قام بتعليم السحر لابنه ناحور.